# Ribeirópolis
Ribeirópolis é um município brasileiro do estado de Sergipe.

## História
Emancipada em 18 de dezembro de 1933, Ribeirópolis antes era chamada de Saco do Ribeiro.
Um pequeno lugarejo que pertencia à Vila de Itabaiana, hoje cidade.
Segundo consta em alguns escritos da época, a povoação deu-se pelo fato de aumentar cada vez mais a comercialização na feira livre, ou seja, o comércio informal.
Essa foi a razão maior pela qual vários habitantes chegaram a elevar tal lugar à categoria de cidade.
Segundo o historiador Felisberto Freire, Saco do Ribeiro tem esse nome vindo de Ribeiro, a qual este se estabeleceu lá em 1637 a fim de criar gado.
A igreja também foi uma construção que recebeu ajuda dos moradores. Sendo construída muito aos poucos por vários pedreiros inclusive um conhecido como Pedro Magro que segundo consta veio das bandas de Maruim e que tinha como servente Otoniel Revoredo do Nascimento, mais conhecido como o sacristão da época (pois ajudava na missa) o qual mais tarde veio a se casar com a cantora da mesma igreja a Sra. Josefa Santana de Jesus, conhecida como Zefa de Soledade. Ele era filho de Nanan costureira e ela a filha caçula de Manoel Maroto. Segundo Otoniel, após o dia de trabalho ao anoitecer mergulhava os "cipós" em água para não ressecar e quebrar, para então no outro dia amarrar os andaimes da construção da torre, visto que era assim que se faziam as amarras dos andaimes. Nessa mesma Igreja do Sagrado Coração de Jesus em 07 de maio de 1950, Zefa e Otoniel trocaram alianças de noivos para casados, em 1975 trocaram novamente para as Bodas de Prata e no ano 2000, para Bodas de ouro. Já em 2010, fizeram as Bodas de Diamante, não conseguindo completar as bodas de Mercúrio aos 69 anos, visto que, faltavam apenas dois meses e meio. Veio o século XXI e no dia 14 de fevereiro de 2016, aos 90 anos o então sacristão Otoniel de Nanan, após 69 anos de convivência com a sua cantora predileta, deixa essa vida para entrar na eternidade. E nove meses depois a Zefa "Boazinha" também deixa esse mundo para ir viver junto ao seu amor maior em outra dimensão, deixando aqui uma história de vida simples, mas verdadeira, feliz e muito bonita. E assim a nossa Ribeirópolis segue fazendo e contando histórias de seus habitantes.
Panorama histórico
Ribeirópolis era conhecida primitivamente como Saco do Ribeiro e pertencia ao território de Itabaiana. O primeiro núcleo demográfico que originou no município de Ribeirópolis foi consequência da invasão de holandeses na região de Itabaiana. Porém Saco do Ribeiro não acompanhou o desenvolvimento de Itabaiana. Os primeiros sinais de progresso local foram observados somente no final da década de 20. A partir do algodão e do gado, ocorreu um desenvolvimento nas fazendas e no povoado.
Notando a participação da região quanto aos impostos, surgiu o desejo de independência. Em 1932 convidaram o interventor do estado de Sergipe, Augusto Maynard Gomes, para visitar Saco do Ribeiro, este ficou entusiasmado com o que viu. O major Rosendo Monteiro (Sinhorzinho da Batinga) entrou em acordo com Maynard, este propôs que se a tarifa de imposto de Ribeirópolis fosse menos que a de Itabaiana ele completaria a quantia. Em 18 de dezembro de 1933, a região deixou de ser chamada povoado Saco do Ribeiro e foi denominada Vila Ribeirópolis.
De 1º de janeiro de 1934 a 9 de abril de 1935 Ribeirópolis foi administrado pelo primeiro intendente: Felino Bomfim. Depois a cidade foi administrada por Manoel Alvez de Oliveira (Manoel Moqueca), seguido de José Robustiano Menezes. Somente em 15 de dezembro de 1934 foi empossado o primeiro prefeito eleito Fenelon Francisco dos Santos, juntamente com os primeiros vereadores.
Em 28 de março de 1938, a Vila de Ribeirópolis foi denominada cidade.
A família Passos faz parte da história política e do desenvolvimento da cidade. Francisco Modesto dos Passos (Chico Passos) foi prefeito do município e deputado estadual por oito mandatos consecutivos. Seu filho, Antônio Passos Sobrinho é advogado, foi prefeito duas vezes e atualmente é o prefeito de Ribeirópolis. A psicóloga Fátima Regina Céspedes Passos (esposa de Antônio Passos) foi a primeira mulher a chefiar o Poder Executivo. Ela foi prefeita entre 1996 e 2004 (foi reeleita em 2000). Regina também foi secretária municipal, diretora do Hospital e Maternidade Dr. Carlos Firpo e assumiu uma pasta na gestão do ex-governador João Alves (DEM). Ela foi Secretária de Estado de Políticas Públicas para a Mulher.
As principais obras da sede e dos povoados foram edificadas no período de Antônio e Regina Passos.
Seus principais povoados são: Serra do Machado, Fazendinha, Lagoa das Esperas, Queimada, Pinhão, Esteios, Malhada das Capelas, Caenda, Riachinho, Velame, Milagres, Serra Redonda, Sítio Velho e Serrinha.
Ribeirópolis está localizada na microrregião Agreste de Carira.
A hidrografia é constituída pela Bacia do rio Sergipe e pelo rio Jacoca.
Atualmente o prefeito da cidade é Antônio Passos e o vice Pedrinho da Topic.
Em termos econômicos a principal atividade é a agricultura (algodão, mandioca, feijão, batata doce e amendoim). Apresenta a criação de rebanhos bovinos, ovinos, suínos e equinos. A feira é realizada nas segundas-feiras onde se vende toda a produção local.
Existem atualmente uma fábrica: Indústria Têxtil Itabaiana Ltda. (produção de algodão). Foi fechada recentemente a fábrica Azaleia (produção de calçados).
Fontes de receita presentes na cidade: IPTU, ICMS, ISS, IPVA, FNDE, etc.
Quanto às festas destacam-se: Festa de Reis, Festas Juninas, Festa do padroeiro Sagrado Coração de Jesus, Ribeirópolis Folia (bloco pré-carnavalesco). No folclore, o Grupo Folclórico "As Caretas" (idealizada pelo ex-prefeito Robustiano Menezes) e a Quadrilha Junina Cangaceiros Carcará. Setor educacional apresenta: 9 escolas na cidade e demais nos povoados.

## Geografia
Localiza-se a uma latitude 10º32'22" sul e a uma longitude 37º25'00" oeste, estando a uma altitude de 293 metros. Sua população estimada em 2010 era de 17.173 habitantes.
Possui uma área de 26.364 km².

## Educação
Ribeirópolis possui escolas públicas e privadas, sendo as principais os Colégios Estaduais João XXIII e Abdias Bezerra e dentre as escolas Municipais se destaca o Josué Passos.